# Sphaerophoria assamensis
Sphaerophoria assamensis är en tvåvingeart som beskrevs av Joseph 1970. Sphaerophoria assamensis ingår i släktet sländblomflugor, och familjen blomflugor. Inga underarter finns listade i Catalogue of Life.